# Championnats d'Océanie d'athlétisme 2012
Navigation
Édition précédente Édition suivante
Les 11es Championnats d'Océanie d'athlétisme se déroulent au Barlow Park de Cairns, en Australie, du 27 au 30 juin 2012.

## Résultats

### Division orientale
| Épreuve                 | Or                                                                        | Or                        | Argent                                                                              | Argent                 | Bronze                  | Bronze   |
| ----------------------- | ------------------------------------------------------------------------- | ------------------------- | ----------------------------------------------------------------------------------- | ---------------------- | ----------------------- | -------- |
| 100 m (vent : +1.6 m/s) | Isaac Tatoa (NZL)                                                         | 10 s 65                   | David Alexandrine (NCL)                                                             | 10.87                  | Matthew Wyatt (NZL)     | 11.19    |
| 200 m (vent : +0.3 m/s) | Roy Ravana (FIJ)                                                          | 21 s 66                   | David Alexandrine (NCL)                                                             | 22.02                  | Epeli Ika (TGA)         | 23.19    |
| 400 m                   | Liam Mitchell (NZL)                                                       | 48 s 83                   | Ratutira Narara (FIJ)                                                               | 49.34                  |                         |          |
| 800 m                   | Adrien Kela (NCL)                                                         | 1 min 55 s 82             | Emosi Bure (FIJ)                                                                    | 2:02.06                | Penetekoso Fale (SAM)   | 2:13.60  |
| 1 500 m                 | Adrien Kela (NCL)                                                         | 4 min 4 s 53              | Théo Houdret (NCL)                                                                  | 4:15.20                | Emosi Bure (FIJ)        | 4:27.01  |
| 5 000 m                 | Nordine Benfodda (NCL)                                                    | 15:57.90                  | Gilles Brouillaud (NCL)                                                             | 16:52.43               | Sébastien Guesdon (NCL) | 17:03.92 |
| 3 000 m steeple         | Théo Houdret (NCL)                                                        | 10 min 13 s 80            | Gilles Brouillaud (NCL)                                                             | 10:47.19               |                         |          |
| High Jump               | Raihau Maiau (PYF)                                                        | 1,85 m                    | Daniel Griffiths (NFK)                                                              | 1.74m                  |                         |          |
| Long Jump               | Raihau Maiau (PYF)                                                        | 7,42 m (wind: +2.2 m/s) w | Matthew Wyatt (NZL)                                                                 | 6.81m (wind: +1.5 m/s) |                         |          |
| Triple saut             | Scott Thomson (NZL)                                                       | 14,74 m (wind: +0.4 m/s)  |                                                                                     |                        |                         |          |
| Shot Put                | Emanuele Fuamatu (SAM)                                                    | 18,26 m                   | Jerram Huston (NZL)                                                                 | 14.89m                 | Damian Smuts (NZL)      | 14.62m   |
| Discus Throw            | Alexander Rose (SAM)                                                      | 56,29 m                   | Marshall Hall (NZL)                                                                 | 50.43m                 | Damian Smuts (NZL)      | 41.02m   |
| Hammer Throw            | Alexander Rose (SAM)                                                      | 51,10 m                   | Damian Smuts (NZL)                                                                  | 49.58m                 |                         |          |
| 4 x 100 m               | Nouvelle-Zélande Isaac Tatoa Liam Mitchell Blair Grant Matthew Wyatt      | 41.91                     | Tonga Sione Talanoa Leveni Hu'Avi Siueni Filimone Epeli Ika                         | 43.16                  |                         |          |
| 4 x 400 m               | Nouvelle-Zélande William Cowper Matthew Wyatt Phillip Wyatt Liam Mitchell | 3:23.28                   | Polynésie française Raihau Maiau Teiva Brinkfield Namataiki Tevenino Gregory Bradai | 3:32.30                |                         |          |

### Division occidentale
| Épreuve                        | Or                                                                                    | Or                      | Argent                                                                      | Argent                  | Bronze                                                                        | Bronze                   |
| ------------------------------ | ------------------------------------------------------------------------------------- | ----------------------- | --------------------------------------------------------------------------- | ----------------------- | ----------------------------------------------------------------------------- | ------------------------ |
| 100 m (vent : +1.2 m/s)        | Joe Matmat (PNG)                                                                      | 11.06                   | Reginald Worealevi (PNG)                                                    | 11.08                   | Kendy Kenneth (VAN)                                                           | 11.28                    |
| 200 m (vent : +1.1 m/s)        | James Grimm (AUS)                                                                     | 21.57                   | Paul Pokana (PNG)                                                           | 22.13                   | Luke Grimley (AUS) Joe Matmat (PNG)                                           | 22.14                    |
| 400 m                          | Ethan Millward (AUS)                                                                  | 47.54                   | Jackson Mallory (AUS)                                                       | 47.87                   | Kevin Kapmatana (PNG)                                                         | 48.65                    |
| 800 m                          | Harris Scouller (AUS)                                                                 | 1:52.76                 | Arnold Sorina (VAN)                                                         | 1:53.33                 | Derek Mandell (GUM)                                                           | 1:56.51                  |
| 1 500 m                        | Derek Mandell (GUM)                                                                   | 4:02.81                 | Michael Ryde (AUS)                                                          | 4:12.47                 | / Billy Bragg (NAUS)                                                          | 4:14.94                  |
| 5 000 m                        | / Darren Peacock (NAUS)                                                               | 16:13.19                | Christopher Magtoto (GUM)                                                   | 16:26.54                | / Paulo Dejesus (NAUS)                                                        | 17:12.91                 |
| 10 000 m                       | Christopher Magtoto (GUM)                                                             | 34:17.44                | Tony Gordon (AUS)                                                           | 36:37.82                |                                                                               |                          |
| 3 000 m steeple                | Anthony Lynch (AUS)                                                                   | 10:43.68                |                                                                             |                         |                                                                               |                          |
| 110 m haies (wind: +1.9 m/s)   | Greg Eyears (AUS)                                                                     | 14.69                   | Sean Kweifio-Okai (AUS)                                                     | 15.77                   | Michael Herreros (GUM)                                                        | 17.32                    |
| 400 m haies                    | Jeofry Limtiaco (GUM)                                                                 | 57.57                   | Nathan McConchie (AUS)                                                      | 58.22                   | Michael Herreros (GUM)                                                        | 65.85                    |
| Saut en hauteur1.)             | / Blake Acton (NAUS)                                                                  | 1.96m                   | David Jessem (PNG)                                                          | 1.93m                   | Joel Mason (AUS)                                                              | 1.90m                    |
| Saut en longueur               | Scott Crowe (AUS)                                                                     | 7.44m (wind: +1.9 m/s)  | Robert Stevens (AUS)                                                        | 7.12m (wind: +2.0 m/s)  | Anthony Di Quinzio (AUS)                                                      | 6.67m (wind: +2.2 m/s) w |
| Triple saut                    | Alex Lorraway (AUS)                                                                   | 15.32m (wind: +0.4 m/s) | Daniel Pagnoccolo (AUS)                                                     | 14.20m (wind: -0.4 m/s) | Anthony Di Quinzio (AUS)                                                      | 14.09m (wind: -0.3 m/s)  |
| Lancer du poids                | Joseph Dabana (NRU)                                                                   | 13.53m                  | Michael Day (AUS)                                                           | 12.88m                  | Raobu Tarawa (KIR)                                                            | 12.35m                   |
| Lancer du disque               | Michael Day (AUS)                                                                     | 40.16m                  | Joseph Dabana (NRU)                                                         | 38.99m                  | Raobu Tarawa (KIR)                                                            | 38.03m                   |
| Lancer du marteau              | Joseph Dabana (NRU)                                                                   | 27.21m                  |                                                                             |                         |                                                                               |                          |
| Lancer du javelot              | Calumn Hockey (AUS)                                                                   | 46.70m                  |                                                                             |                         |                                                                               |                          |
| 5000 metres Walk               | Brandon Dewar (AUS)                                                                   | 21:39.81                | Nicholas Dewar (AUS)                                                        | 22:24.31                |                                                                               |                          |
| 10000 metres Walk (Exhibition) | / Dane Bird-Smith (NAUS)                                                              | 40.21                   | Nicholas Dewar (AUS)                                                        | 44.09                   | Brandon Dewar (AUS)                                                           | 46.04                    |
| 4 x 100 m2.)                   | Papouasie-Nouvelle-Guinée Reginald Worealevi Kevin Kapmatana Solomon Kaiap Joe Matmat | 42 s 30                 | Australie Sean Kweifio-Okai James Grimm Luke Grimley Greg Eyears            | 42.50                   | Vanuatu Daniel Philimon Kendy Kenneth George Vingaria Molisingi Westly Faerua | 45.37                    |
| 4 x 400 m3.)                   | Australie Ethan Millward Luke Grimley James Grimm Jackson Mallory                     | 3:12.56                 | Papouasie-Nouvelle-Guinée Paul Pokana John Rivan Joe Matmat Kevin Kapmatana | 3:15.60                 | Vanuatu Arnold Sorina Tony Lulu Westly Faerua Kendy Kenneth                   | 3:32.21                  |

1.): The high jump event was won by Jason Strano from  Australie in 2.00m competing as a guest.

2.): The 4 x 100 metres relay event was won by  Australie "B" (Anthony Alozie, Isaac Ntiamoah, Andrew McCabe, Josh Ross) in 39.45 running as guests.

3.): The 4 x 400 metres relay event was won by  Japon (Kei Takase, Yuzo Kanemaru, Yoshihiro Azuma, Hiroyuki Nakano) in 3:06.90 running as guests.   Australie "B" (Jordan Gusman, Harris Scouller, Nathan McConchie, Vaughn Harber) came in 4th in 3:24.69 also running a guests.

### Hommes
| 100 m | Isaac Tatoa 10 s 65                                                             | David Alexandrine 10 s 87                                                                     | Joe Matmat 11 s 06                                                                      |
| 200 m | James Grimm 21 s 57                                                             | Roy Ravana 21 s 66                                                                            | David Alexandrine 22 s 02                                                               |
| 400 m | Ethan Millward 47 s 54                                                          | Jackson Mallory 47 s 87                                                                       | Kevin Kapmatana 48 s 65                                                                 |
| 800 m | Harris Scouller 1 min 52 s 76                                                   | Arnold Sorina 1 min 53 s 33                                                                   | Adrian Kela 1 min 55 s 82                                                               |
| 1 500 m | Derek Mandell 4 min 02 s 81                                                     | Adrian Kela 4 min 04 s 53                                                                     | Michael Ryde 4 min 12 s 47                                                              |
| 5 000 m | Nordine Benfodda 15 min 57 s 90                                                 | Darren Peacock 16 min 13 s 19                                                                 | Christopher Magtoto 16 min 26 s 54                                                      |
| 10 000 m | Christopher Magtoto 34 min 17 s 44                                              | Tony Gordon 36 min 37 s 82                                                                    | Non décerné                                                                             |
| 110 m haies Vent : +1,9 m/s | Greg Eyears 14 s 69                                                             | Sean Kweifio-Okai 15 s 77                                                                     | Michael Herreros 17 s 32                                                                |
| 400 m haies | Joefry Limtiaco 57 s 57                                                         | Nathan McConchie 58 s 22                                                                      | Michael Herreros 65 s 85                                                                |
| 3 000 m steeple | Théo Houdret 10 min 13 s 80                                                     | Anthony Lynch 10 min 43 s 68                                                                  | Gilles Brouillaud 10 min 47 s 19                                                        |
| 4 × 100 m | Nouvelle-Zélande Isaac Tatoa Liam Mitchell Blair Grant Matthew Wyatt 41 s 91    | Papouasie-Nouvelle-Guinée Reginald Woreleavi Kevin Kapmatana Solomon Kaiap Joe Matmat 42 s 30 | Australie Sean Kweifio-Okai James Grimm Luke Grimley Greg Eyears 42 s 50                |
| 4 × 400 m | Australie Ethan Millward Luke Grimley James Grimm Jackson Mallory 3 min 12 s 56 | Papouasie-Nouvelle-Guinée Paul Pokana John Rivan Joe Matmat Kevin Kapmatana 3 min 15 s 60     | Nouvelle-Zélande William Cowper Matthew Wyatt Phillip Wyatt Liam Mitchell 3 min 23 s 28 |
| 5 000 m marche | Brandon Dewar 21 min 39 s 81                                                    | Nicholas Dewar 22 min 24 s 31                                                                 | Non décerné                                                                             |
| Saut en hauteur | Blake Acton 1,96 m                                                              | David Jessem 1,93 m                                                                           | Joel Mason 1,90 m                                                                       |
| Saut en longueur | Scott Crowe 7,44 m                                                              | Raihau Maiau 7,42 m                                                                           | Robert Stevens 7,12 m                                                                   |
| Triple saut | Alex Lorraway 15,32 m                                                           | Scott Thompson 14,74 m                                                                        | Daniel Pagnoccolo 14,20 m                                                               |
| Lancer du poids | Emanuele Fuatumu 18,26 m                                                        | Jerram Huston 14,89 m                                                                         | Damian Smuts 14,62 m                                                                    |
| Lancer du disque | Alex Rose 56,29 m                                                               | Marshall Hall 50,43 m                                                                         | Damian Smuts 41,02 m                                                                    |
| Lancer du marteau | Alex Rose 51,10 m                                                               | Damian Smuts 49,58 m                                                                          | Joseph Dabana 27,21 m                                                                   |
| Lancer du javelot | Calumn Hockey 46,70 m                                                           | Non décerné                                                                                   | Non décerné                                                                             |
| Records et Performances - AR : Record continental (area record) - CR : Record des championnats (championship record) - MR : Record du meeting (meet record) - NR : Record national (national record) - OR : Record olympique (olympic record) - PR : Record paralympique (paralympic record) - PB : Record personnel (personal best) - SB : Meilleure performance personnelle de la saison (season's best) - WL : Meilleure performance mondiale de l'année (world leader) - WJR : Record du monde junior (world junior record) - WR : Record du monde (world record) Circonstances et Conditions - DNF : N'a pas terminé (did not finish) - DNS : N'a pas pris le départ (did not start) - DQ : Disqualification (disqualification) - NM : Aucun essai valable enregistré (No Mark) - Q : Qualifié « directement » au prochain tour (ou à la prochaine compétition), lors d'une compétition majeure, grâce au classement ou à la réalisation des minima (automatic qualifier) - q : Qualifié au prochain tour (ou à la prochaine compétition), lors d'une compétition majeure, grâce au repêchage ou à la réalisation de l'une des meilleures performances parmi celles des « non qualifiés directement » (grâce au meilleur temps ou à la meilleure distance par exemple) (secondary qualifier) |                                                                                 |                                                                                               |                                                                                         |

### Femmes
| 100 m | Chrissa Detanamo 12 s 28                                                                         | Larissa Chambers 12 s 29                                                                        | Larissa Dyke 12 s 39                                                                          |
| 200 m | Larissa Chambers 24 s 70                                                                         | Zoé Ballantyne 24 s 97                                                                          | Suliana Batirau Gusuival 25 s 35                                                              |
| 400 m | Donna Koniel 56 s 17                                                                             | Suliana Batirau Gusuival 57 s 14                                                                | Tamara Tidsell 57 s 14                                                                        |
| 800 m | Kate Johnston 2 min 12 s 38                                                                      | Haley Nemra 2 min 16 s 04                                                                       | Donna Koniel 2 min 16 s 41                                                                    |
| 1 500 m | Kate Johnston 4 min 32 s 16                                                                      | Christina Taylor 4 min 40 s 21                                                                  | Olivia Lucas 4 min 47 s 15                                                                    |
| 5 000 m | Élodie Mevel 20 min 27 s 63                                                                      | Isabelle Oblet 20 min 46 s 84                                                                   | Hilda Mabe 22 min 03 s 24                                                                     |
| 10 000 m | Élodie Mevel 42 min 43 s 71                                                                      | Non décerné                                                                                     | Non décerné                                                                                   |
| 100 m haies | Zoe Ballantyne 14 s 51                                                                           | Non décerné                                                                                     | Non décerné                                                                                   |
| 400 m haies | Donna Koniel 61 s 54                                                                             | Zoé Ballantyne 61 s 63                                                                          | Sarah Salomon 66 s 37                                                                         |
| 3 000 m steeple | Christina Taylor 11 min 21 s 94                                                                  | Isabelle Oblet 13 min 11 s 12                                                                   | Non déclarée                                                                                  |
| 4 × 100 m | Australie Tamara Tisdall Allison Nankivell Courtney Gergaghty Larissa Chambers 49 s 55           | Fidji Mereseini Naidau Suliana Bativau Gusuivalu Eleona Sailosi Miriama Senokonoko 49 s 72      | Papouasie-Nouvelle-Guinée Adrine Monagi Donna Koniel Tehilah Womola Priscillia Samuel 50 s 65 |
| 4 × 400 m | Fidji Suliana Bativau Gusuivalu Mereseini Naidau Eleona Sailosi Miriama Senokonoko 3 min 59 s 33 | Nouvelle-Zélande Zoe Ballantyne Katelyn Matthew Ashleigh Sando Maggie Unternahrer 4 min 00 s 71 | Papouasie-Nouvelle-Guinée Donna Koniel Poro Gahekave Tehilah Womola Tuna Tine 4 min 00 s 77   |
| 5 000 m marche | Claire Tallent 21 min 57 s 48                                                                    | Kelly Ruddick 23 min 09 s 62                                                                    | Roseanne Robinson 24 min 34 s 24                                                              |
| 10 km marche | Claire Tallent 44 min 19 s                                                                       | Tanya Holliday 45 min 23 s                                                                      | Kelly Ruddick 48 min 39 s                                                                     |
| Saut en hauteur | Vianca du Toit 1,71 m                                                                            | Kirsten Smith 1,68 m                                                                            | Anneke Turner 1,68 m                                                                          |
| Saut en longueur |                                                                                                  |                                                                                                 |                                                                                               |
| Triple saut | Allison Nankivell 13,31 m                                                                        | Nneka Okpala 12,85 m                                                                            | Greer Alsop 12,38 m                                                                           |
| Lancer du poids | Rebecca Direen 12,87 m                                                                           | Alexaraee Toeaina 11,44 m                                                                       | Atana Takosi 10,93 m                                                                          |
| Lancer du disque | Alexaraee Toeaina 48,99 m                                                                        | Claire Morgan 44,99 m                                                                           | Atana Tokasi 40,78 m                                                                          |
| Lancer du marteau | Rebecca Hodgson 47,78 m                                                                          | Jacinta Faint 47,76 m                                                                           | Alexaraee Toeaina 41,98 m                                                                     |
| Lancer du javelot | Tori Peters 42,21 m                                                                              | Claire Morgan 34,20 m                                                                           | Non décerné                                                                                   |
| Records et Performances - AR : Record continental (area record) - CR : Record des championnats (championship record) - MR : Record du meeting (meet record) - NR : Record national (national record) - OR : Record olympique (olympic record) - PR : Record paralympique (paralympic record) - PB : Record personnel (personal best) - SB : Meilleure performance personnelle de la saison (season's best) - WL : Meilleure performance mondiale de l'année (world leader) - WJR : Record du monde junior (world junior record) - WR : Record du monde (world record) Circonstances et Conditions - DNF : N'a pas terminé (did not finish) - DNS : N'a pas pris le départ (did not start) - DQ : Disqualification (disqualification) - NM : Aucun essai valable enregistré (No Mark) - Q : Qualifié « directement » au prochain tour (ou à la prochaine compétition), lors d'une compétition majeure, grâce au classement ou à la réalisation des minima (automatic qualifier) - q : Qualifié au prochain tour (ou à la prochaine compétition), lors d'une compétition majeure, grâce au repêchage ou à la réalisation de l'une des meilleures performances parmi celles des « non qualifiés directement » (grâce au meilleur temps ou à la meilleure distance par exemple) (secondary qualifier) |                                                                                                  |                                                                                                 |                                                                                               |

## Tableau des médailles
| Rang | Nation                    | Or | Argent | Bronze | Total |
| ---- | ------------------------- | -- | ------ | ------ | ----- |
| 1    | Australie                 | 18 | 12     | 10     | 40    |
| 2    | Nouvelle-Zélande          | 7  | 9      | 6      | 22    |
| 3    | Guam                      | 3  | 0      | 3      | 6     |
| 4    | Samoa                     | 3  | 0      | 0      | 3     |
| 5    | Nouvelle-Calédonie        | 2  | 4      | 5      | 11    |
| 6    | Papouasie-Nouvelle-Guinée | 2  | 3      | 5      | 10    |
| 7    | Polynésie française       | 2  | 1      | 0      | 3     |
| 8    | Fidji                     | 1  | 3      | 1      | 5     |
| 8    | Samoa américaines         | 1  | 3      | 1      | 5     |
| 10   | Nauru                     | 1  | 0      | 1      | 2     |
| 11   | Îles Marshall             | 0  | 1      | 0      | 1     |
| 11   | Vanuatu                   | 0  | 1      | 0      | 1     |
| 13   | Îles Salomon              | 0  | 0      | 1      | 1     |